# Funk
Funk je hudební styl vytvořený Afroameričany v 60. letech 20. století. Nejznámějšími představiteli jsou James Brown, Zapp, Prince, George Clinton, Ohio Players, Joe Tex, Earth, Wind & Fire a Kool & The Gang. Největší popularitě se tento styl těšil v 70. letech 20. století, dodnes jsou funkové motivy a samply využívané v jiných hudebních žánrech, především v hip hopu a v moderním jazzu.

## Charakteristika
Předchůdcem funku byl soul. Funk používá komplexnější rytmus, struktura skladby je obvykle jednodušší. Vyznačuje se čtyřčtvrtečním taktem, silnou basovou linkou, ostrou rytmickou kytarou, výraznými na rytmus orientovanými dechy, výraznými bicími, zpívanými a křičenými vokály, najdeme zde i vliv afrických tónů. Důraz se taktéž klade na taneční stránku hudby.

## Historie

### Funk jako žánr, James Brown
Za samostatný hudební žánr se funk začal považovat v 60. letech, především zásluhou Jamese Browna a jeho hitu „Papa's got a brand new bag“ z roku 1965. Mezi jeho další hity z tohoto období patří „Say It Loud, I'm Black And I'm Proud“ či „Give It Up Or Turn It Loose“.
Originální způsob hudebního vyjádření, specifické rytmy a vokály, přinesené Jamesem Brownem přebraly další kapely jako Charles Wright & the Watts 103rd Street Rhythm Band nebo The Isley Brothers a připravily tak cestu pro funkovou vlnu 70. let. Funk zaujal místo v afroamerické hudbě, a zaplnil tak mezeru mezi rockem Jimiho Hendrixe a soulem Sly & the Family Stone.

### P-Funk
V 70. letech vnesli George Clinton a jeho dvě skupiny Parliament a Funkadelic do funku vlivy jazzu a psychedelické hudby. Parliament a Funkadelic měli víceméně společné členy. Jejich hudba se s stoupající popularitou začala označovat jako „P-Funk“.
Earth, Wind & Fire a Tower of Power obohatili funk o více prvků, delší a složitější instrumentální sóla, perkuse, vokály. Přiblížili tím funk širšímu publiku.
Mezi známé kapely a interprety tohoto období patří dále také Kool & the Gang, Ohio Players, B.T. Express, War, Jimmy Castor Bunch, či Commodores.

### 80. léta
V 80. letech se začaly původní nástroje funku nahrazovat „umělými“, trubky byly najednou nepopulární, zvuky klasických kláves nahradily moderní syntetizátory, místo „funky bubeníka“ se začaly používat drum machines, přibyly syntetizátorové basy. Pionýrem tohoto nového stylu byl Rick James se svým hitem „Super Freak“ z roku 1981. Pravděpodobně nejznámějším interpretem tohoto období je však Prince.
Populární kapely tohoto období byly například Bar-kays, Con Funk Shun, Aurra, One Way, Gap Band, Zapp, Lakeside, Dazz Band, nebo Cameo.
Někdy se mluví i o tzv. „Electro funku“, především v souvislosti s písní „Planet rock“ od Afrika Bambaataa, který vysamploval skupinu Kraftwerk (inspiroval se tzv. 808 beatem ze skladby Numbers a melodií ze skladby Trans Europe Express) a vytvořil tak nový minimalistický electro-funk se syntetizátorovým zvukem, od té doby hodně populární v hip hopu v 80. letech.

#### Post-disco
Post-disco (či „boogie“ nebo electro-funk) je odklon od tradičního disca do více elektronicky ovlivněné a více R&B orientované hudby.
Termín také může znamenat po discu (after disco), jakožto označení éry, kdy skončilo být disco populární.
Na rozdíl od disca, post-disco již nepoužívá bohaté hudební pozadí s dechy a smyčci. Oproti discu má post-disco blíže k hudebnímu stylu house, což je způsobeno experimentováním se synthezátory a novými, unikátními zvuky.
Post-disco, jakožto žánr, je obecně poměrně vzácný hudební styl, ačkoliv některé příklady post-disco písní jsou uvedeny na fiktivní rozhlasové stanici Paradise FM, v poměrně známé videohře Grand Theft Auto: Vice City Stories. Mezi post-disco písničky patří „Celebration“ (1980) od Kool & the Gang či „Love Come Down“ (1982) od Evelyn Kingové.
Dopad post-disca na hudební scénu se dá poznat v mnoha moderních písní, hlavně ve stylech jako house, hip hop (zvlášť v podžánrech crunk a snap).

### Vliv funku dnes
V druhé polovině 80. let byl funk vytlačen novým stylem v rámci r'n'b hudby nazvaným New Jack Swing. Několik rockových kapel implementovalo prvky funku do své hudby a vytvořili tzv. „funk rock“ a „funk metal“. Jako příklad lze uvést kapelu Red Hot Chili Peppers.
Funk měl a má velký vliv na zvuk hip hopu. Hip hopoví interpreti pravidelně přebírají motivy Jamesa Browna, Parliamentu a Funkadelic a tyto dále zpracovávají a interpretují ve vlastní hudbě. V polovině 90. let byla na vrcholu popularity v USA vlna „G-funku“ ze západního pobřeží s představiteli jako Dr. Dre či Snoop Doggy Dogg.
Existuje taktéž mnoho DJ a sběratelů starých funkových desek, které vycházely jako 7palcové singly.

### Funk v Česku
Jedním z nejznámějších propagátorů funku v Česku je Roman Holý, který je frontmanem funkrockové skupiny J.A.R., která byla založena symbolicky 17. listopadu 1989. Před založením současné populární funkové skupiny Monkey Business v roce 1999 byl ideovým vůdcem hudebního projektu Sexy Dancers z roku 1998.
Mezi další skupiny, které v Česku hrají funk či jeho stylové odnože, můžeme řadit například Funk Corporation, What The Funk, Top Dream Company, Sly Rabbits, Takin' Off, Gulo Čar či Gasoline Rainbow.

## Představitelé
- Atlantic Starr
- Aurra
- Average White Band
- The Bar-Kays
- B. B. & Q. Band
- Brass Construction
- Bootsy Collins
- Brothers Johnson
- B.T. Express
- Brick
- James Brown
- Cameo
- Central Line
- Change
- Chic
- Con Funk Shun
- Curtis Mayfield
- Cymande
- Dazz Band
- Dayton
- D. Train
- Earth, Wind and Fire
- Evelyn King
- Fatback
- Fat Larry's Band
- Fred Wesley
- Funky Chicken
- Parliament-Funkadelic
- Gap Band
- George Clinton
- Graham Central Station
- The Headhunters
- Incredible Bongo Band
- Jimmy Castor Bunch
- Joe Tex
- Roger
- Songkillers
- War
- Zapp
- Quadrant Six
- Gasoline Rainbow